# El tonno
El Tonno ist eine Flashcartoonreihe, die von Stefan Horn entwickelt und von Brainpool exklusiv für die Fernsehsendung elton.tv auf ProSieben produziert wurde. El Tonno stellt eine Anspielung auf den Namen des Moderators Elton dar, gebildet als Wortspiel aus dem Begriff „Tonno“ (Italienisch für Thunfisch, "il tonno") mit dem Artikel „el“, der allerdings aus dem Spanischen stammt (wo wiederum Thunfisch anders heißt...). Dadurch leitet sich der Sinnbezug zur Hauptfigur in Gestalt eines Fischs her.
Die erste Folge wurde am 14. März 2002 ausgestrahlt, die 33. und auch letzte Folge am 27. März 2003. Damit war El Tonno neben der D.I.A. Show eine der ersten Flashcartoon-Serien im deutschen Fernsehen.
Jede Folge zeigt das Leben der Fische Boss und Kleiner in ihrem Aquarium in einer humorvollen, ironischen und auch sarkastischen, manchmal aber auch belehrenden Weise. So hat sich der Kleine immer dem Boss unterzuordnen und wird herumkommandiert. Die Fische zeigen menschliche Verhaltensweisen und gehen Hobbys nach wie Fußballspielen, Staubsaugen oder sogar Urlaubmachen.

## Folgenübersicht
- Folge 1 - -ohne Titel-
- Folge 2 - -ohne Titel-
- Folge 3 - "Dicke Eier"
- Folge 4 - "Jaws"
- Folge 5 - "Frühlingsgefühle"
- Folge 6 - "Der Besuch"
- Folge 7 - "Mikrowelt"
- Folge 7,5 - "Makrowelt"
- Folge 8 - "Party"
- Folge 9 - "Star Farts"
- Folge 10 - "Ballspiel"
- Folge 11 - "Aktion Mutante"
- Folge 12 - "Endlich Urlaub"
- Folge 13 - "Eifersucht"
- Folge 14 - "Skool"
- Folge 15 - "Hyperaktiv"
- Folge 16 - "Superhirn"
- Folge 17 - "Der Stummfilm"
- Folge 18 - "Walkampf"
- Folge 19 - "Wasser"
- Folge 20 - "MC Tonno"
- Folge 21 - "Zeitraum"
- Folge 22 - "Halloween"
- Folge 23 - "Tittanic"
- Folge 24 - "Herbst"
- Folge 25 - "Jubiläum"
- Folge 26 - "Nikolaus"
- Folge 27 - "Ca$h"
- Folge 28 - "Pet Race"
- Folge 29 - "Zuschauer"
- Folge 30 - "Retro"
- Folge 31 - "Fischen"
- Folge 32 - "Verliebt"
- Folge 33 - "Das Duell"
- Folge 34 - "Kit Kat Klub" [wurde nicht im Fernsehen ausgestrahlt]